# Cubitalarthrose
Als Cubitalarthrose werden degenerative Veränderungen (Arthrose) im Ellenbogengelenk (lateinisch Articulatio cubiti) bezeichnet.

## Ursachen
Im Gegensatz zu Gelenken wie z. B. dem Kniegelenk (lateinisch Articulatio genus), das einer ständigen Belastung durch das Körpergewicht ausgesetzt ist, treten Arthrosefälle im Ellenbogengelenk selten natürlich auf; feststellen lässt sich Cubitalarthrose aber auch bei Patienten, die im Beruf hoher körperlicher Belastung des Ellenbogengelenks ausgesetzt sind (z. B. Bauarbeiter), eine wahrscheinlichere Ursache ist ein Trauma (Knochenbruch mit Gelenksbeschädigung).
Ellenbogengelenksarthrose kann in einem oder mehreren Teilgelenken des Ellenbogens auftreten.

## Symptome
Hauptsymptom der Arthrose ist das Auftreten von Schmerzen, welche in der frühen und noch nicht weit fortgeschrittenen Phase besonders nach der Nachtruhe vorkommen. Auch können (starke) Belastungen Schmerzen auslösen, im fortgeschrittenen Stadium können sie auch im Ruhezustand auftreten. Weiteres Merkmal eines degenerativen Gelenks kann eine Bewegungseinschränkung in einer oder mehreren für das Gelenk möglichen Richtungen (Bspw. Extension, Flexion und Rotation bzw. Pronation und Supination) darstellen.
Auch sind hör- und fühlbare Krepitationen (Knister- oder Knackgeräusche) im Gelenk oder eine Schwellung möglich.

## Behandlung
- Das Ellenbogengelenk kann mithilfe von Krankengymnastik so behandelt werden, dass die Muskulatur gezielt trainiert wird, um das Gelenk zu stabilisieren. Knorpelaufbauende Medikamente, die mancherorts verabreicht werden, können keine nachweisliche Wirkung erzielen, so zum Beispiel das vielfach verabreichte Chondroitin. Scheinbare Besserungen durch Scheinmedikamente (siehe Placeboeffekt) können jedoch nicht ausgeschlossen werden.
- Eine Behandlungsmethode, die an besonders geschädigten Gelenken, u. a. auch am Ellenbogengelenk durchgeführt werden kann, ist die (operative) Gelenkversteifung (Arthrodese). Diese Behandlung, die normalerweise irreversibel ist, ermöglicht eine recht erfolgversprechende Beseitigung von Schmerzen und ist hauptsächlich sinnvoll, wenn das betroffene Gelenk in seiner Funktion sehr stark beeinträchtigt ist. Dabei werden im Gelenk Knorpel und anderes Gewebe entfernt, damit die angrenzenden Knochen direkt zusammenwachsen können. Durch Schrauben oder Platten aus Metall werden die Knochen in einer günstigen Stellung fixiert und nach dem Zusammenwachsen wieder entfernt. In jedem Fall ergibt sich durch die Arthrodese eine Bewegungseinschränkung, die an der Stelle des ursprünglichen arthrotischen Gelenks nicht mehr möglich ist. Neben Risiken wie ungünstiges Verheilen der Knochenenden, Schwächung der Knochen und/oder Muskeln durch die Bewegungseinschränkung sowie den gängigen Operationsrisiken ist es auch nicht ausgeschlossen, dass es zum sogenannten Sudeck-Syndrom (Komplexes regionales Schmerzsyndrom) kommt, bei dem der Knochen stark abgebaut wird und sich eine schmerzhafte Entzündung ergibt.
- Durch eine Abrasionsarthroplastik kann verschlissener Knorpel entfernt werden.
- Eine weitere operative Möglichkeit zur Behandlung eines funktionsuntüchtigen Gelenks stellt das Einsetzen einer Prothese dar.